# ترت-آمیل کلرید
ترت-آمیل کلرید (به انگلیسی: Tert-Amyl chloride) یک ترکیب شیمیایی با شناسه پاب‌کم ۶۱۱۴۳ است. 